# Kappa Andromedae b
Kappa Andromedae b (en abrégé kap And b ou κ And b) est une planète extrasolaire (exoplanète) de type super-Jupiter confirmée en orbite autour de l'étoile Kappa Andromedae, une sous-géante située à une distance d'environ 52,03 parsecs du Soleil, dans la constellation d'Andromède.
Détectée par imagerie directe avec le télescope Subaru du Mauna Kea sur l'île d'Hawaï, sa découverte par le SEEDS (en) a été annoncée le 19 novembre 2012 par un communiqué de l'Observatoire astronomique national du Japon,. Elle a été confirmée par la NASA le 29 novembre 2012.

## Atmosphère
De la vapeur d'eau a été détectée dans l'atmosphère de cette planète.